# Lugan (Aveyron)
Lugan é uma comuna francesa na região administrativa de Occitânia, no departamento de Aveyron. Estende-se por uma área de 12,61 km². Em 2010 a comuna tinha 354 habitantes (densidade: 28,1 hab./km²).